# XDCC
XDCC (Abkürzung von Xabi DCC) war anfangs ein Script für ircII, das 1994 von Xabier Vázquez geschrieben wurde und den ircII-DCC-Befehl ausweitet.
Heutzutage bezieht sich XDCC auf IRC-Bots, die Zugang zu Dateiservern gewähren. XDCC-Bots bieten in der Regel eine oder mehrere Dateien zum Herunterladen über das DCC-Protokoll an.
Anders als Peer-to-Peer-Dateiübertragungen wird XDCC oft von Verbindungen über starken Upstream-Bandbreiten gehostet. Hierbei handelt es sich oftmals um Server mit schneller Verbindung, die auch für Webseiten oder Firmennetzwerke eingesetzt werden.
Um XDCC benutzen zu können, schreibt man mit einem IRC-Client eine private Nachricht an einen Bot und fragt, welche Dateien er zum Herunterladen zur Verfügung stellt (diese Eigenschaft wird jedoch oft deaktiviert, um die Last der XDCC-Bots zu verringern). Wenn ein Benutzer ein Paket herunterladen will, schickt er eine Nachricht an den Bot, der daraufhin entweder mit dem Senden eines Pakets beginnt oder den Benutzer in eine Warteschlange (engl. queue) einreiht.

## Benutzerbefehle für XDCC-Bots
Befehle werden via msg (normaler Textnachricht) oder CTCP an den Bot übergeben. Alle diese Befehle folgen einem vorangestellten „xdcc“ (Beispiel: /msg botname xdcc send #1):
- list: Dateiliste anfordern
- send #<Nummer des Pakets>: Anfordern eines Pakets
- stop: Dateiliste stoppen
- cancel: Transfer abbrechen
- remove: angeforderte Pakete entfernen

## Suchmaschinen
Ähnlich BitTorrent existieren für das IRC-Netzwerk eigene Suchmaschinen, die gezielt XDCC Channel und Bots indexieren und somit die Benutzung deutlich erleichtern. Aktuell populär sind z. B. SunXDCC und xdcc.eu.

### Anleitungen
- XDCC - A Beginners Guide

### XDCC Software
- XG - XDCC Grabscher – Freie XDCC Client/Server Lösung für Windows, Linux, OSX und alle Plattformen, die durch .Net / Mono unterstützt werden
- XDCC-Fetch – Freier XDCC-Client (Windows, Linux, …)
- XDCC Catcher – XDCC-Client (Windows)
- iroffer – XDCC-Software
- iroffer DinoexMod – Erweiterte Version der iroffer XDCC-Software
- xdcc script 3.3.0 beta – Aktuelle Version des originalen XDCC-Scripts
- XDCC-Client – Freies XDCC-Plugin für X-Chat (Windows, Linux)

### XDCC-Suchmaschinen
- – SunXDCC – IRC-Suchmaschine
- – XDCC.eu – IRC-Suchmaschine